# Chelibranchus fletcheri
Chelibranchus fletcheri är en kräftdjursart som först beskrevs av Paul och George 1975.  Chelibranchus fletcheri ingår i släktet Chelibranchus och familjen Desmosomatidae. Inga underarter finns listade i Catalogue of Life.